# 苏军反间谍机构

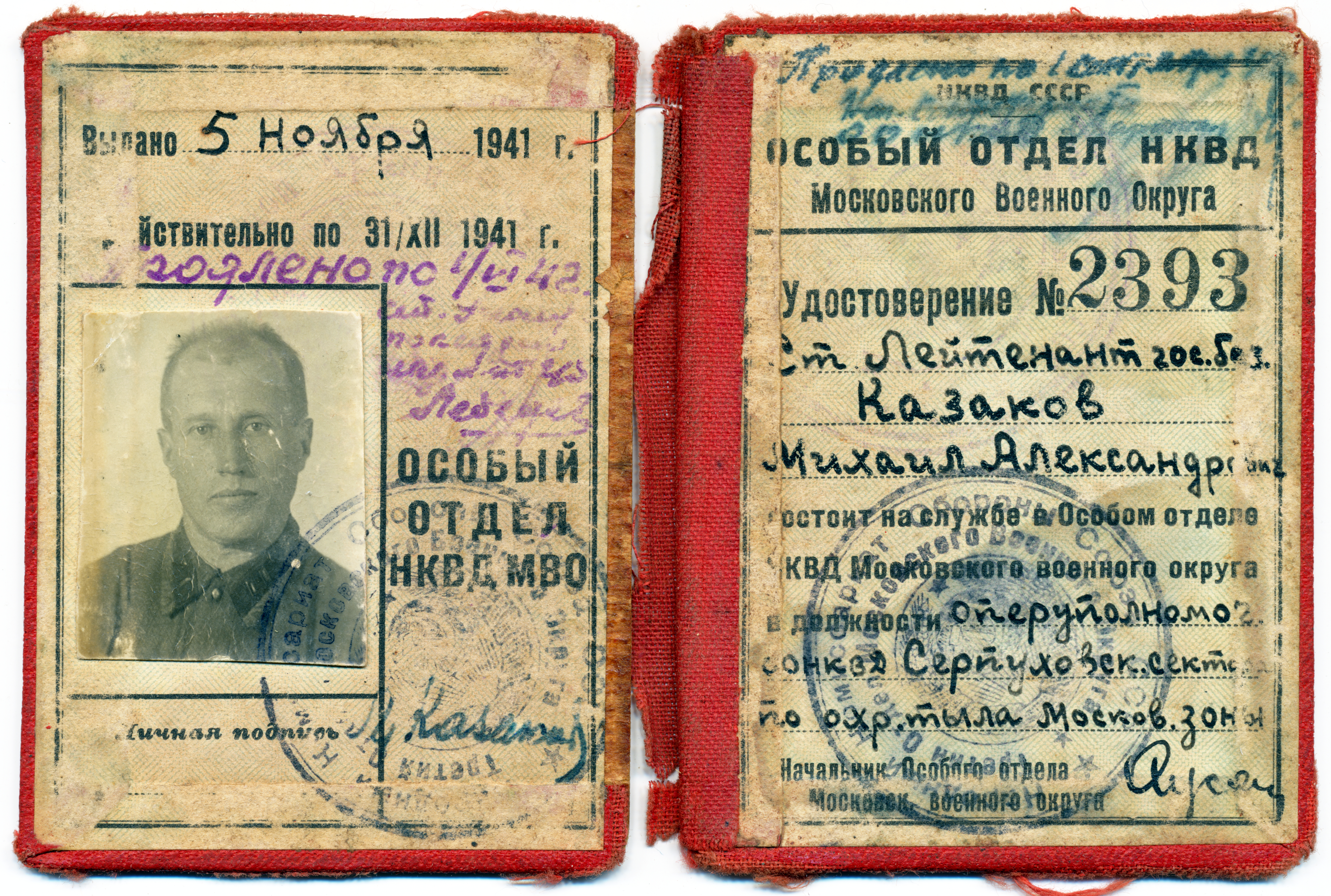
莫斯科军区特别部的国家安全大尉的证件

苏联军队的反间谍一支由苏联国家反间谍机构派出人员在军队中专职负责。

## 历史
十月革命后，苏俄内战初期没有统一的军事反间谍机构。各方面军、各集团军有自己的特别处负责。1918年12月19日，苏俄中央执行委员会决定在全俄肃反委员会设立军事处，后改称特别处。1922年俄罗斯联邦国家政治保卫局在秘密行动局下设立特别处。1930年9月苏联国家政治保卫总局设立特别处。1934年7月国家政治保卫总局改称内务人民委员部国家安全总局，下设特别处。1936年12月称五处。1938年3月废除了国家安全总局，军事反间谍改为特别部第2处。1938年9月第一副内务人民委员贝利亚重建了国家安全总局，军事反间谍为4处（即特别处）。
1941年2月3月，联共 (布)政治局通过决议把特别部由国家安全总局统管改成3个人民委员部各自负责：
- 苏联国防人民委员部第三局 局长阿纳托利·尼古拉耶维奇·米赫耶夫（俄语：Михеев, Анатолий Николаевич）。
- 苏联海军人民委员部第三局。局长阿·伊·彼德罗夫（А. И. Петро）。
- 专门负责内务部队反谍的苏联内务人民委员部第三局。局长亚历山大·米哈伊洛维奇·别利亚诺夫（俄语：Белянов, Александр Михайлович）。

1941年7月17日，苏联国防委员会决定上述机构合并为内务人民委员部特别部。1943年4月19日为苏联国防人民委员部反间谍总局。
1946年5月3日至1953年为苏联国家安全部第三总局。1954年至1991年为苏联国家安全委员会第三总局。